# Osmia orientalis
Osmia orientalis är en biart som beskrevs av Raymond Benoist 1929. Osmia orientalis ingår i släktet murarbin, och familjen buksamlarbin. Inga underarter finns listade i Catalogue of Life.